# Heiner Koechlin
Heinrich Eduard „Heiner“ Koechlin (* 21. Januar 1918 in Basel; † 7. Mai 1996 ebenda) war ein Schweizer Anarchist.

## Leben
Koechlin wuchs als zweites von drei Kindern einer Arztfamilie in Kleinhüningen auf. Seine Eltern waren beide Sozialdemokraten, so dass er in der Schule als „roter Aussenseiter“ behandelt wurde. In seiner Jugend wurde Koechlin zu einem Sozialisten. Er war zwar auf der einen Seite Antimilitarist, entschied sich jedoch für den Militärdienst, da er die Schweiz gegen einen möglichen Angriff Deutschlands verteidigen wollte. Koechlin studierte an der Universität Basel Geschichte und wurde 1950 mit einer Arbeit über die Pariser Kommune zum Dr. phil. promoviert. 
Um 1940 wurde Koechlin Mitglied einer schweizerisch-italienischen anarchistischen Gruppe in Basel. Danach war er in der „Arbeitsgemeinschaft Freiheitlicher Sozialisten“ tätig. Nach dem Zweiten Weltkrieg war er Mitgründer dreier Wohngenossenschaften. Er schrieb einige Bücher über Anarchismus und war Mitarbeiter und Herausgeber einiger Zeitungen. Auch heute noch werden seine Werke von Anarchisten gelesen. Ausserdem war er Herausgeber der Zeitschrift Akratie und veröffentlichte Beiträge in Befreiung.
Er gründete 1951 am Spalenberg in Basel ein Antiquariat, das er bis zu seinem Lebensende betrieb. Es bestand bis Juni 2018.

## Schriften
- Die Pariser Commune von 1871 im Bewusstsein ihrer Anhänger. Studie über Wirksamkeit und Wandlungen der revolutionären Idee: unter besonderer Berücksichtigung der Spannung zwischen Freiheit und Autorität, auf Grund von in der Schweiz befindlichen Quellen, Alsatia, Mulhouse 1950.
- Christentum, Kirche und Anarchismus, zuerst in Akratie, Frühjahr 1974; als separate Broschüre (20 S.): Laubfrosch-Vertrieb für Freiheitliche Literatur, Karlsruhe 1978.
- Der wahre Glaube oder das unmenschliche Entweder-Oder, Edition Spalenberg, Basel 1982.
- Die Tragödie der Freiheit – Spanien 1936–1937 – die spanische Revolution – Ideen und Ereignisse, Karin Kramer Verlag, Berlin 1984, ISBN 3-87956-167-2.
- Nekrologe, Verlag Europäische Ideen, Berlin 1984.
- Freiheit und Geschichte in der Kontroverse zwischen Albert Camus und Jean Paul Sartre, Edition Spalenberg, Basel 1985.
- Philosophie des freien Geistes: Essays und Vorträge, K. Kramer Verlag, Berlin 1990, ISBN 3-87956-195-8.